# Annie Saumont
Annie Saumont (* 16. März 1927 in Cherbourg, Département Manche; † 31. Januar 2017 in Paris) war eine französische Übersetzerin und Novellistin, die u. a. 1981 mit dem Prix Goncourt de la Nouvelle ausgezeichnet wurde.
Sie wuchs in der Nähe von Rouen auf und studierte Englisch. Anschließend arbeitete sie als Übersetzerin und übertrug Werke von John Fowles, Nadine Gordimer, V. S. Naipaul und Jerome David Salinger ins Französische. Neben ihrer Übersetzertätigkeit begann sie auch selbst zu schreiben und veröffentlichte zwischen 1957 und 1967 sechs Romane.
Bekanntheit erlangte Annie Saumont v. a. als Novellistin. Sie war eine der wenigen Vertreterinnen dieses Genres in der französischen Literatur und veröffentlichte regelmäßig Sammelbände; auf Deutsch erschienen einzelne Novellen in Anthologien sowie im Jahr 2003 der Sammelband Seife aus Paris.
Viele ihrer Werke handeln von Verbrechen, Gewalt und hoffnungs- oder machtlosen Figuren, die mit ihrer menschlichen Existenz kämpfen. Von Kritikern wird oft Saumonts verdichteter und ausgefeilter Stil hervorgehoben, der mit seiner Subtilität gleichzeitig viele Leerstellen lässt. Saumont bildete in Vokabular und Syntax auch immer wieder verschiedene linguistische Varietäten nach und spielte mit Erzählperspektiven.

## Werke (Auswahl)
- 2017: L’Attrape - Cœur
- 2017: Florilège
- 2013: Tu souris, tu accélères
- 2013: Un si beau parterre de pétunias
- 2012: Le Tapis du salon
- 2010: Encore une belle journée
- 2008: Les croissants du dimanche
- 2005: Koman sa sécri émé ?
- 2004: C’est rien ça va passer
- 2003: Un soir, à la maison
- 2003: Seife aus Paris. Novellen, Ed. Ebersbach, ISBN 978-3-934703-55-1
- 2002: Nostalgie. Schulbuch, Arka-Verlag, übersetzt vom Leistungskurs LK-12 des Städt. Gymnasiums Thomaeum Kempen, ISBN 978-3-929219-16-6
- 2000: Noir comme d’habitude
- 1998: Embrassons-nous
- 1996: Après
- 1995: Le lait est un liquide blanc
- 1990: Quelque chose de la vie
- 1987: La terre est à nous
- 1984: Si on les tuait ?
- 1979: Dieu regarde et se tait